# Michel Aebischer
Michel Aebischer (Fribourg, 6 januari 1997) is een Zwitserse professionele voetballer die bij voorkeur speelt als defensieve middenvelder. Hij verruilde in de winter van 2022 BSC Young Boys voor Bologna en het Zwitserse nationale team. Hij begon zijn internationale carrière voor Zwitserland op jeugdniveau in 2012, bij het Zwitserse Onder 16-team.

## Clubcarrière

### Young Boys
Aebischer is opgeleid in de jeugdopleiding van BSC Young Boys. Hij maakte zijn debuut in de Zwitserse Super League op 10 september 2016 tegen FC Luzern. Op 23 april scoorde hij tegen FC Lugano zijn eerste doelpunt in het betaald voetbal. Hij was onderdeel van het Young Boys-team dat voor het eerst in 32 jaar kampioen werd in het seizoen 2017/18. Zelf kwam Aebischer tot negentien competitiewedstrijden. 
Daardoor maakte Aebischer op 19 september 2018 tegen Manchester United zijn debuut in de Champions League, hoewel Young Boys met 3-0 verloor. Op 12 december won Aebischer als basisspeler van Juventus, hoewel Young Boys vervolgens wel uitgeschakeld was in de CL. In de competitie werd Aebischer opnieuw kampioen en ditmaal had hij daar met 26 wedstrijden en vier goals een groter aandeel in. 
In het seizoen 2019/20 speelde Aebischer in de UEFA Europa League onder meer tegen Feyenoord, terwijl hij in de competitie voor de derde achtereenvolgende keer kampioen van Zwitserland werd. Op 30 augustus 2020 stond Aebischer in de basis tijdens de bekerfinale tegen FC Basel, waarin Aebischer een assist gaf in een 1-2 overwinning. 
In het seizoen 2020/21 werd Young Boys voor de vierde keer achter elkaar kampioen en werd het in de Europa League in de achtste finale uitgeschakeld door Ajax. Wel was het de ronde te sterk voor Bayer 04 Leverkusen, dat het in de heenwedstrijd met 4-3 versloeg door onder meer twee assists van Aebischer. Op 14 september 2021 stond hij in de basis in de eerste wedstrijd van het nieuwe CL-seizoen, waarin Manchester United met 2-1 werd verslagen. Op 11 september scoorde hij twee goals en gaf hij één assist in een 4-0 overwinning op FC Zürich. Op 23 november was hij aanvoerder tegen Atalanta Bergamo en was hij goed voor twee assists in een 3-3 gelijkspel. In totaal speelde Aebischer vijfenhalf jaar voor Young Boys, waarin hij goed was voor 194 wedstrijden, vijftien goals en 35 assists.

### Bologna
Op 25 januari 2022 maakte hij de overstap naar Bologna. In eerste instantie werd Aebischer verhuurd, met een verplichting tot definitieve overname in de zomer van 2022. Op 6 februari maakte hij tegen Empoli zijn debuut voor Bologna. Op 12 november scoorde hij tegen US Sassuolo zijn eerste treffer voor Bologna. In het seizoen 2023/24 was Bologna de grote verrassing. Het eindigde vijfde in de Serie A, wat deelname aan de Champions League betekende. Aebischer miste slechts twee wedstrijden dat seizoen en was geregeld aanvoerder. 

## Clubstatistieken
| Seizoen         | Club            | Competitie      | Competitie | Competitie | Beker | Beker | Internationaal | Internationaal | Totaal | Totaal |
| Seizoen         | Club            | Competitie      | Wed.       | Dlp.       | Wed.  | Dlp.  | Wed.           | Dlp.           | Wed.   | Dlp.   |
| --------------- | --------------- | --------------- | ---------- | ---------- | ----- | ----- | -------------- | -------------- | ------ | ------ |
| 2016/17         | Young Boys      | Super League    | 14         | 1          | 1     | 0     | 2              | 0              | 17     | 1      |
| 2017/18         | Young Boys      | Super League    | 19         | 0          | 4     | 0     | 6              | 0              | 29     | 0      |
| 2018/19         | Young Boys      | Super League    | 26         | 4          | 3     | 0     | 6              | 0              | 35     | 4      |
| 2019/20         | Young Boys      | Super League    | 32         | 3          | 6     | 1     | 8              | 0              | 46     | 4      |
| 2020/21         | Young Boys      | Super League    | 27         | 2          | 1     | 0     | 11             | 0              | 39     | 2      |
| 2021/22         | Young Boys      | Super League    | 15         | 2          | 2     | 1     | 11             | 1              | 28     | 4      |
| 2021/22         | Bologna         | Serie A         | 12         | 0          | 0     | 0     | –              | –              | 12     | 0      |
| 2022/23         | Bologna         | Serie A         | 32         | 1          | 2     | 0     | –              | –              | 34     | 1      |
| 2023/24         | Bologna         | Serie A         | 36         | 0          | 4     | 0     | –              | –              | 40     | 0      |
| Carrière totaal | Carrière totaal | Carrière totaal | 213        | 13         | 23    | 2     | 44             | 1              | 280    | 16     |

Bijgewerkt tot en met 23 juni 2024.

## Interlandcarrière
Aebischer maakte zijn debuut voor het Zwitserse nationale team op 18 november 2019 in een kwalificatiewedstrijd voor EK voetbal 2020 tegen Gibraltar. Hij kwam in de 85e minuut als invaller het veld in voor Ruben Vargas. Op 9 november 2022 werd hij opgeroepen voor de Zwitserse selectie voor het WK voetbal 2022 in Qatar, waar hij één keer speelde als invaller in de 76e minuut voor Djibril Sow tijdens de 1-0 nederlaag tegen Brazilië.
Op 7 juni 2024 werd Aebischer door bondscoach Murat Yakin opgenomen in de 26-koppige Zwitserse selectie voor het EK voetbal 2024 in Duitsland, waar hij zijn eerste doelpunt voor het nationale team scoorde en een assist gaf in de eerste groepswedstrijd van Zwitserland tegen Hongarije (1–3). Zwitserland overleefde ongeslagen een groep met ook Schotland en Duitsland en won in de achtste finales van Italië (2–0), voordat het in de kwartfinales op strafschoppen werd uitgeschakeld door Engeland. Aebischer kwam op het toernooi in iedere wedstrijd in actie.
1 Skorupski ·
2 Holm ·
3 Posch ·
5 Erlić ·
6 Moro ·
7 Orsolini ·
8 Freuler ·
9 Castro ·
10 Karlsson ·
11 Ndoye ·
14 Iling-Junior ·
15 Casale ·
16 Corazza ·
17 El Azzouzi ·
18 Pobega ·
19 Ferguson  ·
20 Aebischer ·
21 Odgaard ·
22 Lykogiannis ·
23 Bagnolini ·
24 Dallinga ·
26 Lucumí ·
28 Cambiaghi ·
29 De Silvestri ·
30 Domínguez ·
31 Beukema ·
33 Miranda ·
34 Ravaglia ·
80 Fabbian ·
82 Urbański ·
Coach: Italiano
1 Sommer ·
2 Stergiou ·
3 Widmer ·
4 Elvedi ·
5 Akanji ·
6 Zakaria ·
7 Embolo ·
8 Freuler ·
9 Okafor ·
10 Xhaka  ·
11 Steffen ·
12 Mvogo ·
13 Rodríguez ·
14 Zuber ·
15 Zesiger ·
16 Sierro ·
17 Vargas ·
18 Duah ·
19 Ndoye ·
20 Aebischer ·
21 Kobel ·
22 Schär ·
23 Shaqiri ·
24 Jashari ·
25 Amdouni ·
26 Rieder ·
Coach: Yakin